# فرودگاه بوگاشف
فرودگاه بوگاشف (به روسی: Аэропорт Богашёво) فرودگاهی عمومی واقع در تومسک در کشور روسیه است.

## شرکت‌های هواپیمایی و مقصدهای پروازی
| شرکت‌های هواپیمایی                      | مقصدهای پروازی                |
| -------------------------------------- | ----------------------------- |
| آئروفلوت                               | شرمتیوو                       |
| Azur Air                               | چارتر فصلی: کام رانح، پوکت    |
| نورداستار                              | یملیانو، نیژنوارتوفسک، سورگوت |
| رویال فلایت                            | چارتر فصلی: یو-تاپائو         |
| RusLine                                | کولتسوو                       |
| اس۷ ایرلاینز اجرا توسط گلوبوس ایرلاینز | دوموده‌دوو                     |
| Turukhan Airlines                      | استرژووی                      |
| اورال ایرلاینز                         | دوموده‌دوو فصلی: پالکوو        |
| یوتی‌ایر اوییشن                         | ایرکوتسک، یملیانو، سورگوت     |
| یامال ایرلاینز                         | رسچینو                        |